# AFC Rochdale
Der AFC Rochdale (offiziell: Rochdale Association Football Club) – auch bekannt als The Dale – ist ein englischer Fußballverein aus Rochdale. Der Verein trägt seine Heimspiele im Spotland Stadium aus.

## Geschichte
Der Verein wurde 1907 gegründet und spielte von 1974 bis 2010 (36 Jahre) ununterbrochen in der vierthöchsten englischen Spielklasse, der heutigen EFL League Two – ein Rekord im englischen Fußball, was der Liga den scherzhaften Beinamen „the Rochdale Division“ (deutsch die Rochdale-Liga) gab. Im April 2010 schaffte der Klub nach einem 1:0-Sieg gegen Northampton Town vorzeitig den Aufstieg in die Football League One, die dritthöchste Spielklasse. Nach zwei Spielzeiten stieg man jedoch 2012 als Tabellenletzter wieder in die Viertklassigkeit ab.
1962 erreichte der Verein als erster Viertligist im Ligapokal das Finale eines nationalen Pokalwettbewerbs. Allerdings unterlag man Norwich City.